# Kabinett Nitti I
Das Kabinett Nitti I regierte das Königreich Italien vom 23. Juni 1919 bis zum 21. Mai 1920. Es löste das Kabinett Orlando ab und wurde von Ministerpräsident Francesco Saverio Nitti angeführt.

## Entstehung und Entwicklung
Das Kabinett Nitti I war das 53. Kabinett des Königreiches und zehn Monate und 28 Tage im Amt. Es wurde von den Liberalen, Partito Popolare Italiano (PPI), Radikalen, und Partito Socialista Riformista Italiano unterstützt. Zu den vorrangigen Aufgaben des Nachkriegskabinetts gehörte die Demobilisierung des Landes und die Umstrukturierung der Kriegswirtschaft auf zivile Zwecke. Bereits bei der Vereidigung der neuen Regierung waren einige noch unter dem vorherigen Ministerpräsidenten Vittorio Emanuele Orlando für die Kriegsführung eingerichtete Ministerien nicht mehr neu besetzt worden. Mit den Ministerien für See- und Eisenbahntransport sowie für Kriegsfürsorge und Kriegsrente wurde zwei weitere wenige Monate später aufgelöst. 
Nitti strebte eine Sanierung des vom Krieg schwer angeschlagenen Staatshaushaltes an. Zu dem Zweck wurden innerhalb von zwei Monaten zwei Drittel der im Sold stehenden Soldaten aus dem Wehrdienst entlassen, womit über 2 Milliarden Lire monatlich eingespart werden konnten. Das zurückhaltende außenpolitische Auftreten der Regierung, insbesondere gegenüber den Vereinigten Staaten, stieß nicht nur bei der italienischen Waffenlobby auf Kritik, sondern wurde auch von nationalistischen Kreisen um Gabriele D’Annunzio, Alfredo Rocco und Benito Mussolini heftig kritisiert. So wurde der Regierung vorgeworfen, die nationalen Interessen verraten zu haben, was im September 1919 im sogenannten Marsch von Ronchi zur Besetzung von Fiume durch D’Annunzio und seinen Anhängern führte.
Die Regierung stand aber nicht unter dem Druck rechter Kreise. Inflation, die Demobilisierung der Armee und die Umstrukturierung der Kriegswirtschaft hatten die Zahl der Arbeitslosen in die Höhe schnellen lassen, was zu sozialen Spannungen mit Streiks und einer politischen Radikalisierung der Arbeiterklasse nach Vorbild der bolschewistischen Revolution führte und den Beginn des sogenannten Biennio rosso markierte. Bei der Parlamentswahl im Herbst 1919 konnten die PPI und die Sozialistische Partei wesentliche Stimmengewinne auf Kosten der Liberalen verzeichnen. Stellten die Liberalen vor den Wahlen mit 200 Sitzen noch die stärkste Fraktion in der Abgeordnetenkammer, waren sie nach der Wahl nur mehr mit 90 Abgeordneten vertreten und damit als nur noch fünftstärkste Kraft erstmals seit Gründung des Königreiches 1861 fast in die politische Bedeutungslosigkeit abgesunken.
Im Frühjahr 1920 überstand die Regierung ein Misstrauensvotum nicht und trat daraufhin zurück. Nachdem der Versuch einer Regierungsbildung erst durch Filippo Meda und anschließend durch Ivanoe Bonomi gescheitert war, bildete Nitti das Kabinett Nitti II.

## Minister

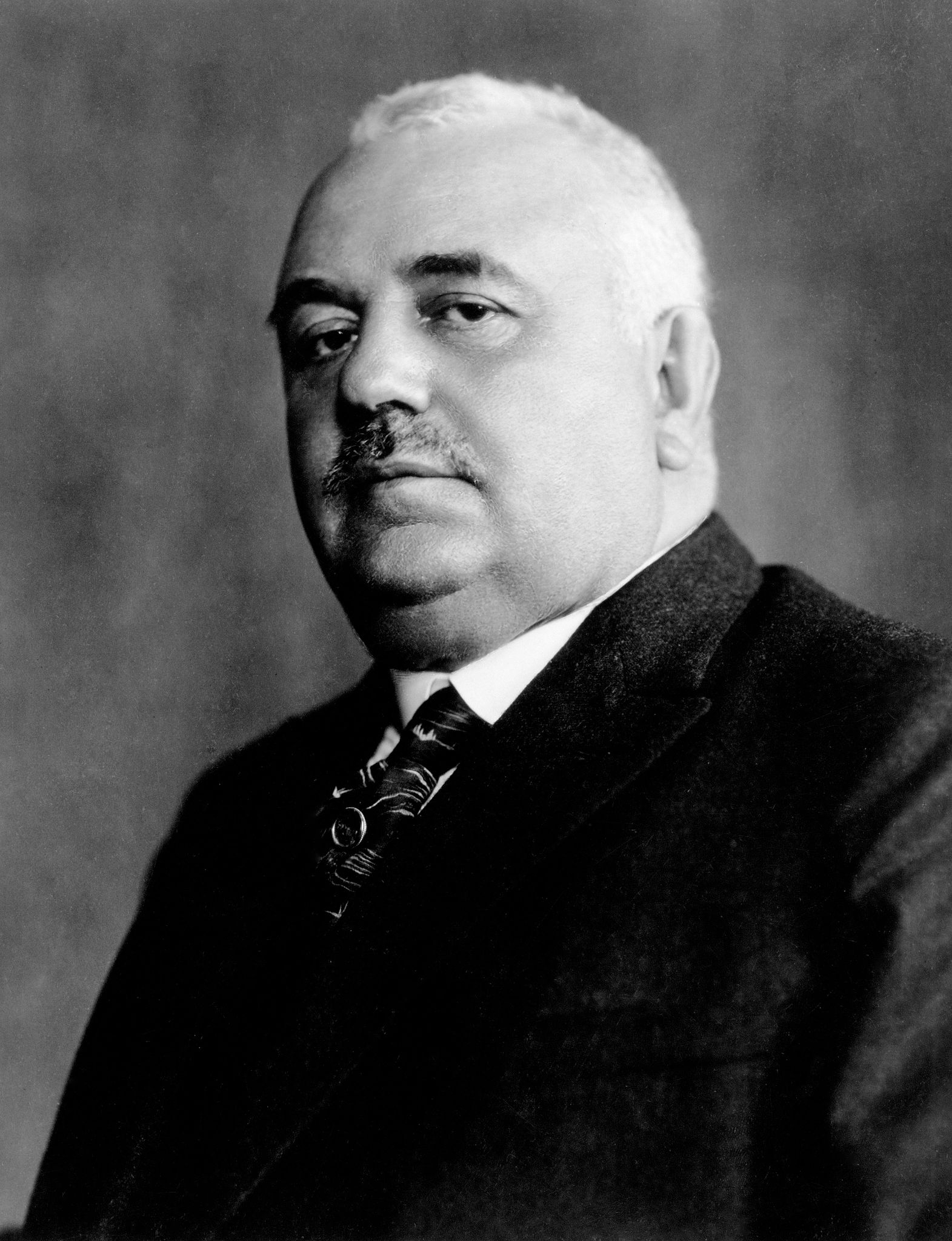
Francesco Saverio Nitti

| Ministerien                                                     | Name |
| --------------------------------------------------------------- | --- |
| Ministerpräsident                                               | Francesco Saverio Nitti |
| Äußeres                                                         | Tommaso Tittoni (bis 25. November 1919) Francesco Saverio Nitti (geschäftsführend ab 28. Juni 1919) Vittorio Scialoja (ab 26. November 1919) |
| Inneres                                                         | Francesco Saverio Nitti |
| Justiz und Kirchenangelegenheiten                               | Lodovico Mortara |
| Krieg                                                           | Giovanni Sechi (bis 23. Juni 1919) Alberico Albricci (bis 13. März 1920) Ivanoe Bonomi (ab 14. März 1920)                                    |
| Marine                                                          | Giovanni Sechi |
| Finanzen                                                        | Francesco Tedesco (bis 13. März 1920) Carlo Schanzer (ab 14. März 1920)                                                                      |
| Schatz                                                          | Carlo Schanzer (bis 13. März 1920) Francesco Tedesco (geschäftsführend ab 21. Juli 1919) Luigi Luzzatti (ab 14. März 1920)                   |
| Öffentliche Arbeiten                                            | Edoardo Pantano (bis 13. März 1920) Giuseppe De Nava (ab 14. März 1920)                                                                      |
| Bildung                                                         | Alfredo Baccelli (bis 13. März 1920) Andrea Torre (ab 14. März 1920)                                                                         |
| Landwirtschaft                                                  | Achille Visocchi (bis 13. März 1920) Alfredo Falcioni (ab 14. März 1920)                                                                     |
| Industrie, Handel und Arbeit                                    | Dante Ferraris |
| Post und Telegraphie                                            | Pietro Chimienti (bis 13. März 1920) Giulio Alessio (ab 14. März 1920)                                                                       |
| Kolonien                                                        | Luigi Rossi (bis 13. März 1920) Francesco Saverio Nitti (geschäftsführend ab 14. März 1920)                                                  |
| See- und Eisenbahntransport (am 20. März 1920 aufgelöst)        | Roberto De Vito (bis 13. März 1920) Giuseppe De Nava (geschäftsführend ab 14. März 1920)                                                     |
| Kriegsfürsorge und Kriegsrente (am 25. November 1919 aufgelöst) | Ugo Da Como (bis 24. November 1919) |
| Wiederaufbau der vom Feind befreiten Gebiete                    | Cesare Nava (bis 13. März 1920) Giovanni Raineri (ab 14. März 1920)                                                                          |